# 白冠蜂鸟
白冠蜂鸟（学名：Lophornis adorabilis），是雨燕目蜂鸟科的一种鸟类。
白冠蜂鸟体重约2.7克，翼长约37.8毫米，嘴峰长约13.2毫米，喙宽度约1.6毫米，喙厚度约1.4毫米，跗蹠长约5毫米，尾长约26.8毫米。白冠蜂鸟在其分布区内为留鸟，其栖息在密集的高大树木组成的森林中，食性为草食性，主要食物来源是植物的花蜜。
白冠蜂鸟分布于哥斯达黎加至巴拿马西部。该物种是单型物种，没有亚种分化。